# Бромид свинца(IV)-дикалия
Бромид свинца(IV)-дикалия — неорганическое соединение,
двойная соль калия, свинца и бромистоводородной кислоты с формулой K2PbBr6,
кристаллы.

## Физические свойства
Бромид свинца(IV)-дикалия образует кристаллы
кубической сингонии,
параметры ячейки a = 0,994 нм.

## Другие соединения
- Известен бромид дисвинца-калия состава KPb2Br6.